# Rijksweg 28
Der Rijksweg 28 (Abkürzung: RW 28) – Kurzform: Autosnelweg 28 (Abkürzung: A28) – ist eine niederländische Autobahn, die von Utrecht nach Groningen verläuft. Die Autobahn beginnt in Utrecht etwa einen Kilometer westlich des Kreuzes Rijnsweerd und verläuft über Amersfoort, Harderwijk, Wezep, Zwolle, Meppel, Hoogeveen und Assen zum Autobahnring Groningen. Die A28 hat eine Länge von 187,4 km. Sie gilt als die wichtigste Nord-West-Verbindung der Niederlande.

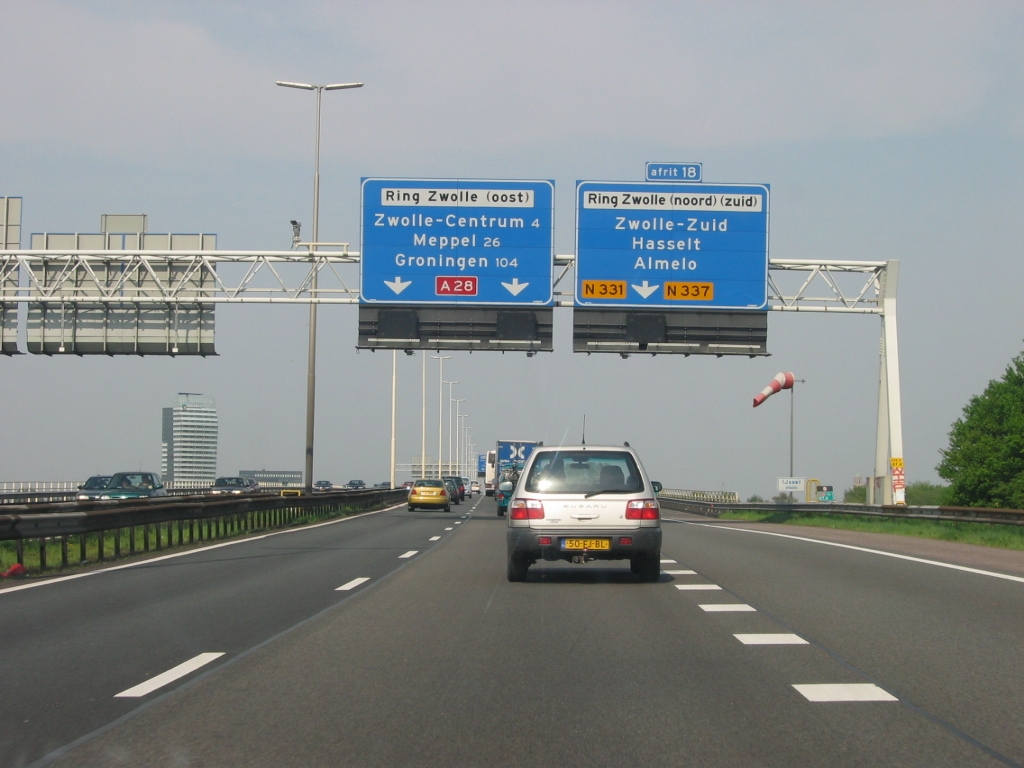
Die A28 bei Zwolle

Am Knooppunt Hoevelaken kreuzt die A28 die A1. Von Harderwijk bis nach Wezep verläuft die Autobahn entlang des Veluwe. Beim Knooppunt Hattemerbroek, kurz vor Zwolle, kreuzt die A50/N50 den Verlauf der A28. Kurz hinter dem Knooppunt liegt die Brücke, die über die IJssel führt. Am Knooppunt Lankhorst, zwischen Staphorst und Meppel, beginnt die A32, die von dort aus nach Leeuwarden verläuft.
Beim Knooppunt Hoogeveen verläuft die A37 weiter Richtung Osten bis zur deutschen Grenze; die A28 wird von dort aus in nördliche Richtung weitergeführt. Aus südlicher Richtung verläuft die N48. Zwischen den Ausfahrten Ruinen und Dwingeloo verläuft die A28 entlang des National Park Dwingelderveld. Bei Assen kreuzt die N33 den Weg der A28 sowie die N34 bei Groningen. Am Knooppunt Julianaplein endet die A28 und läuft in die A7/N7.
Zwischen dem Knooppunt Rijnsweerd und dem Knooppunt Hoevelaken ist die A28 Teil der Europastraße 30, vom Knooppunt Hoevelaken bis zum Knooppunt Julianaplein ist sie Teil der Europastraße 232.

## Die fehlende Ausfahrt 1
Die Anschlussstelle 3 war ursprünglich als Ausfahrt Zeist-West geplant, da sie aber nicht gebaut wurde, fehlte eine Zahl bei der Nummerierung. So wurde einfach am Anfang die „1“ weggelassen.

## Kunstwerke an der A28
- "Velden van Nevel" ist eine Serie von vier Kunstwerken, die an Haltebuchten der A28 bei Hoogeveen aufgestellt wurden
- "Velden van Nevel beeld 0" ist eine Skulptur eines niederländischen Künstlers namens Rudi van de Wint neben der A28 bei Assen
- "Stadsmarkering 6" ist ein Strommast an der A28 bei Groningen

## Bilder

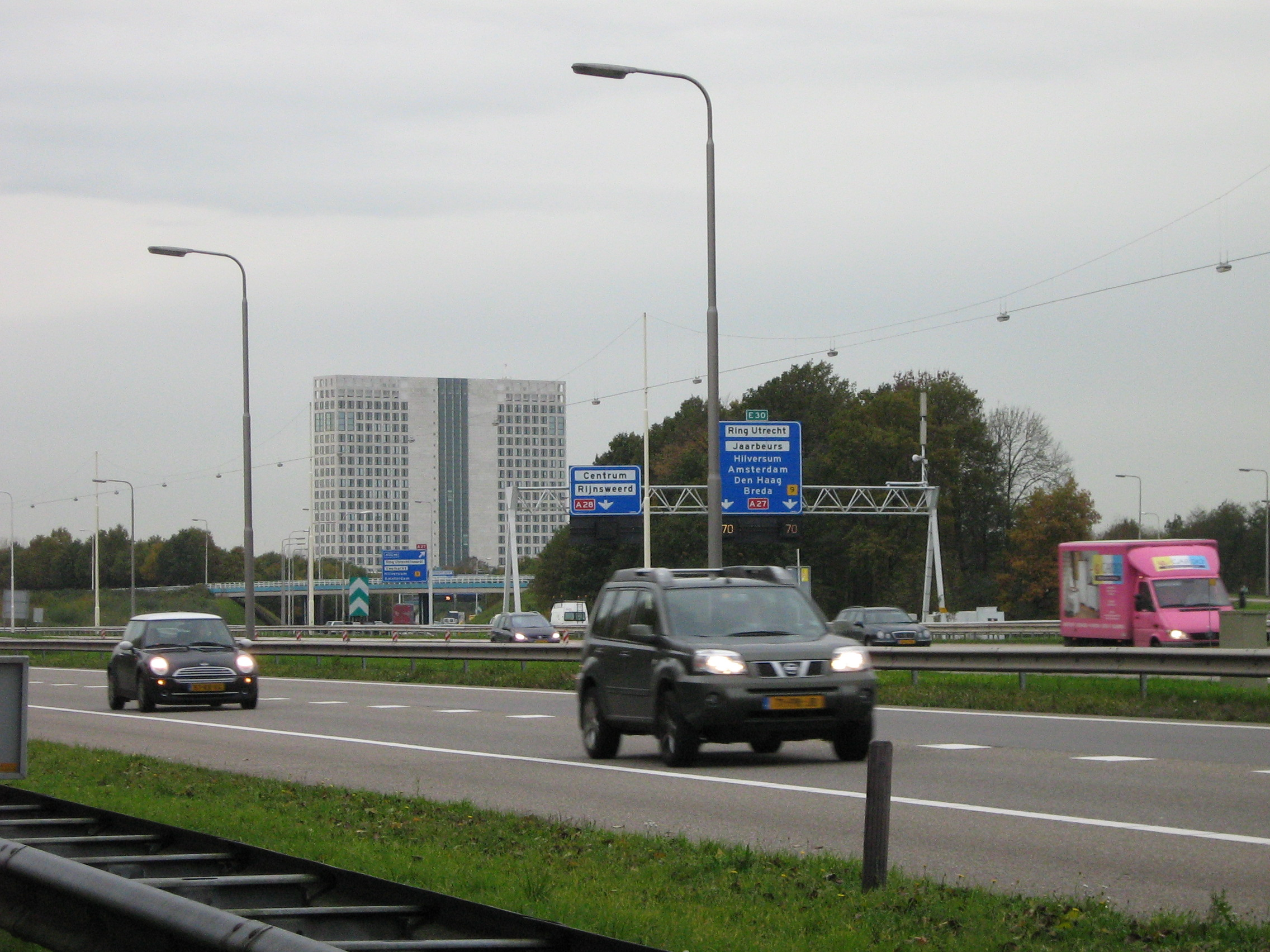
Knooppunt Rijnsweerd
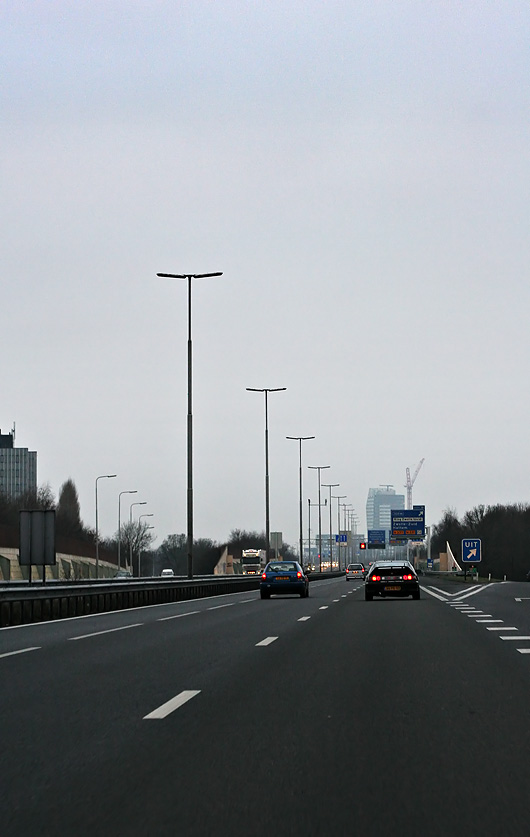
Ausfahrt 19 Zwolle-Centrum
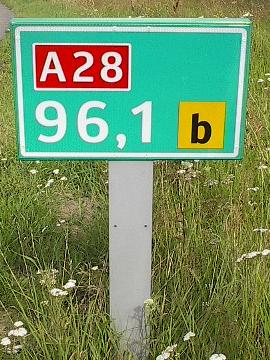
Kilometerpunkt bei Zwolle-Noord
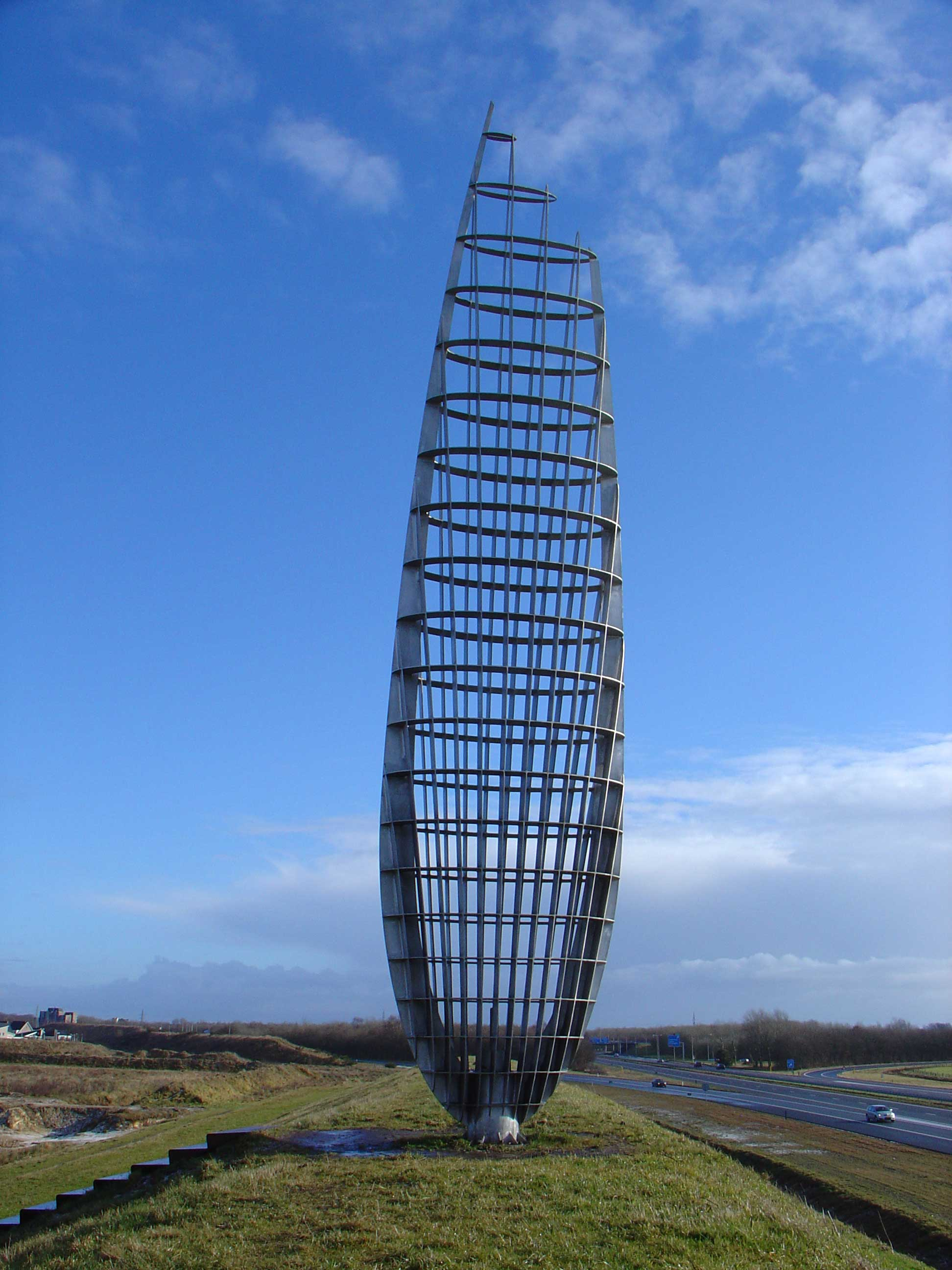
Velden van Nevel
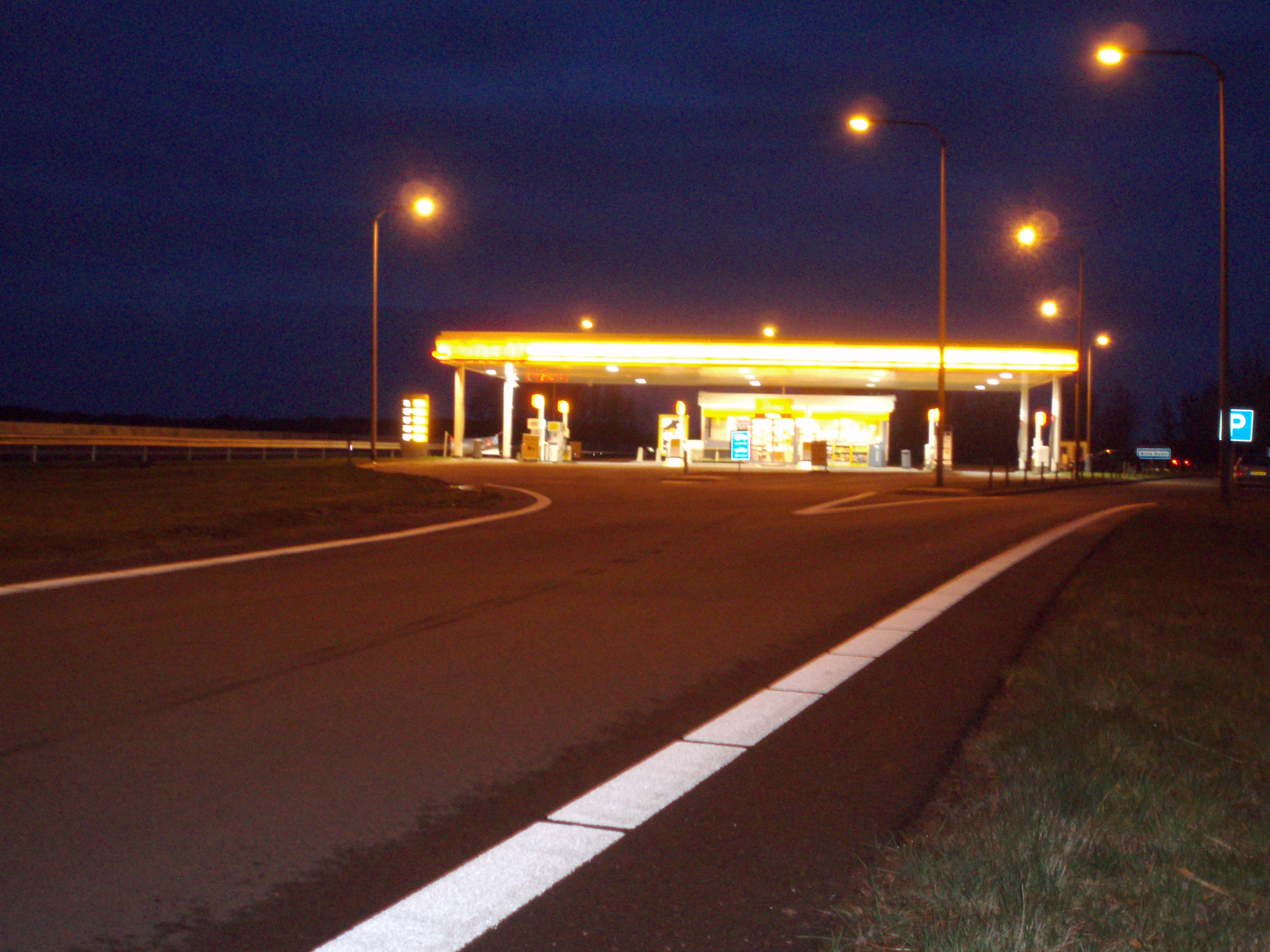
Rastplatz Witte Molen
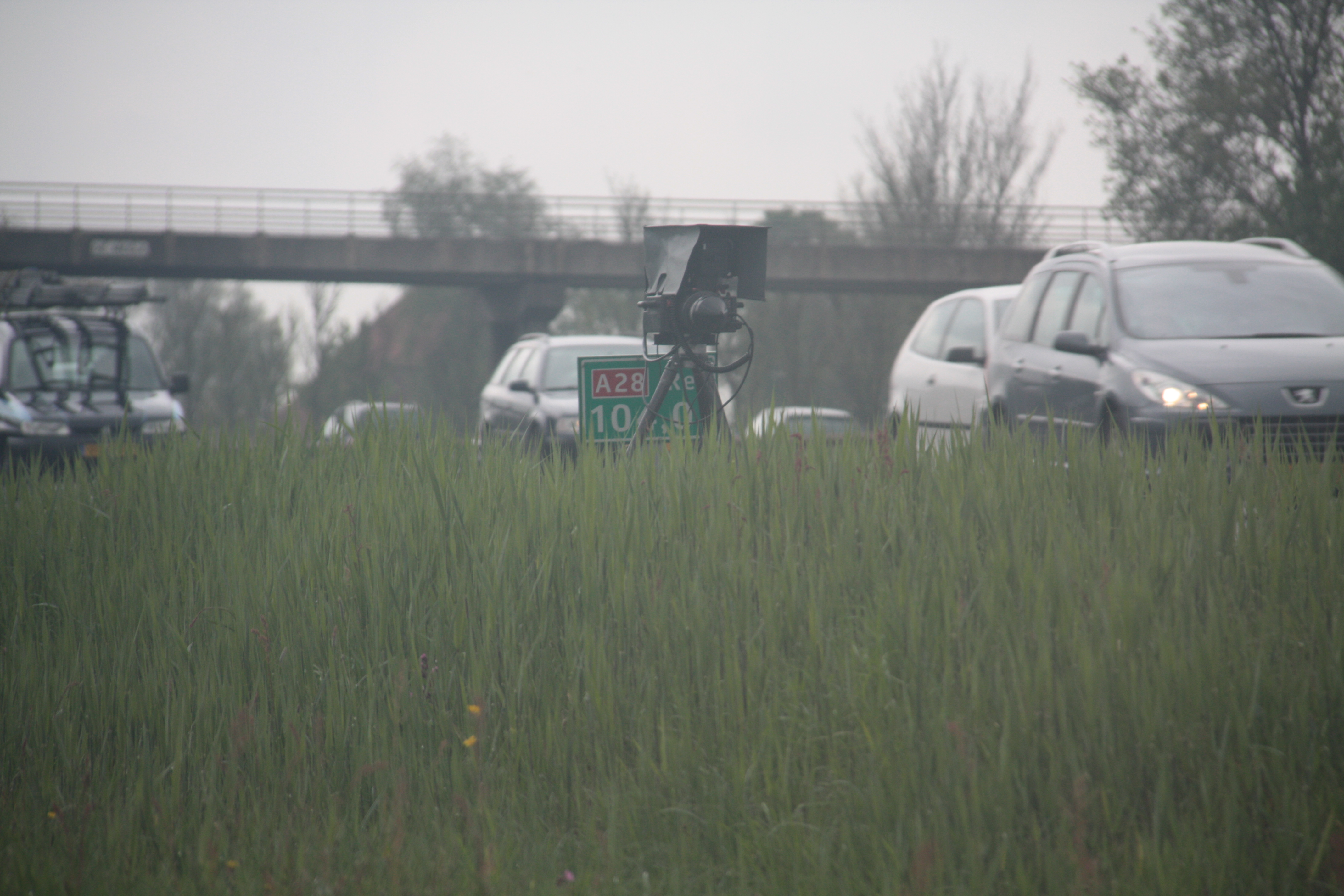
Geschwindigkeitskontrolle zwischen Zwolle und Staphorst